# 야마토 히로시

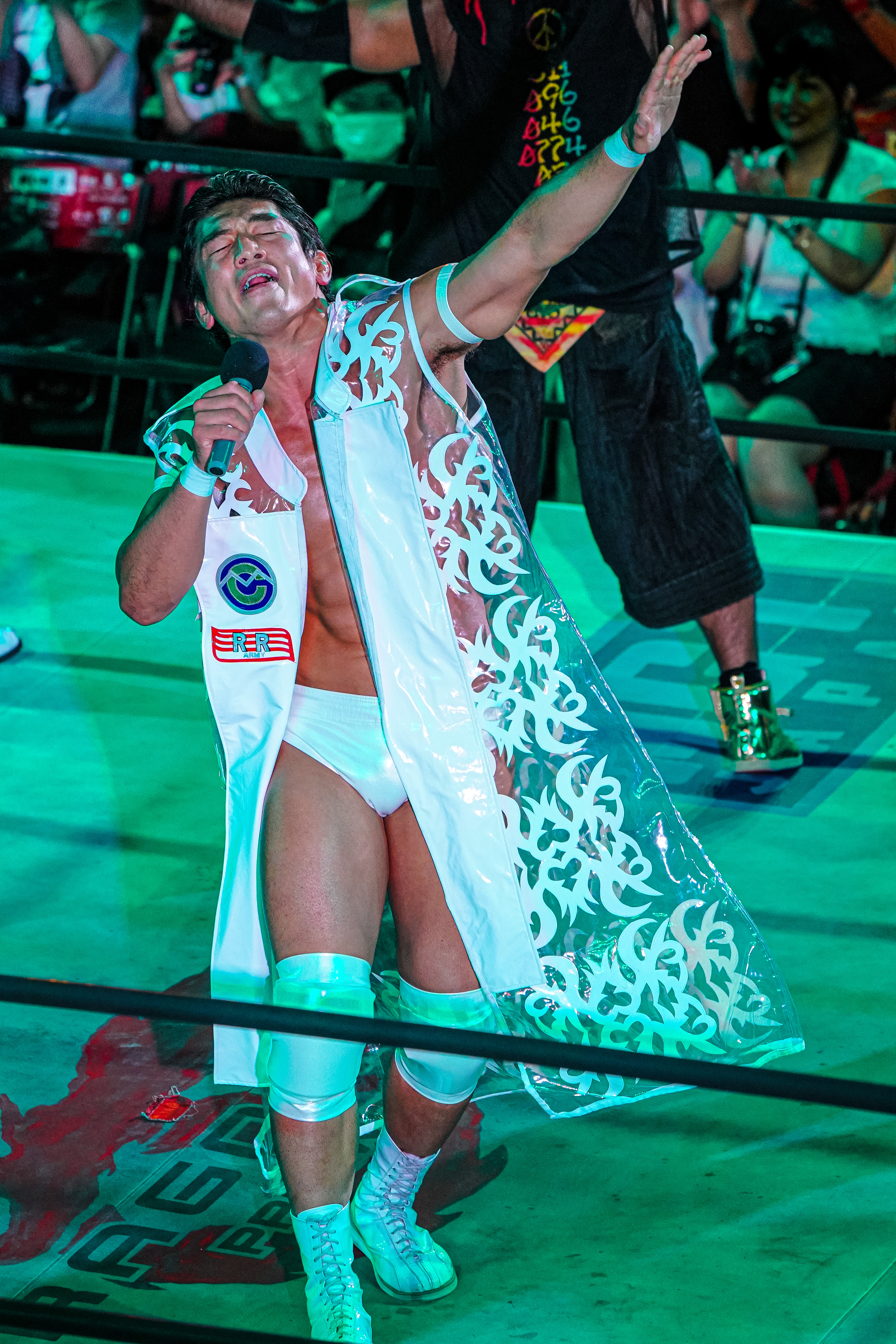

야마토 히로시(일본어: 大和ヒロシ, 1983년 10월 20일 ~ )는 일본의 프로레슬러이다. 지바현 기미쓰시 출신이며, 도쿄 농업 대학을 졸업하였다. 전일본 프로레슬링 소속의 레슬러로 활동하고 있다. 이미지 컬러는 노란색과 오렌지색이다.